# Philippe Le Maux
Philippe Le Maux, né le 9 février 1898 à Brelevenez (Côtes-du-Nord) et mort le 17 février 1958 à Brelevenez, est un homme politique français.

## Biographie
Ancien combattant de la Première Guerre mondiale, passé par Verdun, il est élu conseiller municipal puis adjoint au maire de Brélévenez 1929. Conseiller d'arrondissement de 1931 à 1934, il est candidat aux législatives de 1932 sous l'étiquette SFIO. 
Dans les années 1930, il devient très populaire dans le département pour son engagement en faveur des paysans. Il anime le journal des comités paysans locaux, La Charrue Rouge, écrivant régulièrement des articles en langue bretonne. En 1933, il est président du syndicat des paysans travailleurs de Lannion. Il se rapproche alors des rares communistes locaux, tout en restant adhérent de la SFIO.
En 1934, il abandonne ses mandats de conseiller municipal et d'arrondissement, et se présente aux cantonales, mais en vain. L'année suivante, il échoue aussi dans sa candidature à la mairie de Brelevenez.
Il est élu de justesse député des Côtes-du-Nord en 1936, avec 50,6 % des voix. Son vote en faveur des pleins pouvoirs au Maréchal Pétain lui vaudra d'être exclu de la SFIO et écarté de la vie politique à la Libération. Il reprend alors son activité agricole et n'a plus de vie publique notable.

## Source
- « Philippe Le Maux », dans le Dictionnaire des parlementaires français (1889-1940), sous la direction de Jean Jolly, PUF, 1960 [détail de l’édition]